# Rohovládova Bělá
Rohovládova Bělá – wieś i gmina w Czechach, w powiecie Pardubice, w kraju pardubickim. Według danych z dnia 1 stycznia 2013 liczyła 538 mieszkańców.